# Гасанзаде, Джахангир Али оглы
Джаханги́р Али́ оглы́ Гасанзаде́ (азерб. Çahangir Əli oğlu Həsənzadə; 4 августа 1979, Баку, Азербайджанская ССР, СССР) — азербайджанский футболист, голкипер.

## Биография
Карьеру начал в чемпионате Азербайджана за клуб СКА (Баку) в сезоне 1995/96.
В сезоне 1996/97 играл за клубы высшей лиги «Фарид» и «U-18». На следующий год продолжил играть за «U-18», а также выступал за «Бакылы» и «Нефтчи» (Баку).
В сезоне 1999/00 был в аренде в клубе «Шафа».
В 2003 выступал за украинские «Волынь» из Луцка и симферопольскую «Таврию». С сезона 2004/05 — снова в «Нефтчи».
Перед началом сезона 2005/06 перешёл в Карабах (Агдам)
За национальную сборную в период с 1998 по 2007 провёл 32 матча.
По состоянию на 2020 год, технический директор (исполняющий обязанности) АФФА.

## Достижения
- Чемпион Азербайджана: 2004/05 («Нефтчи»), 2007/08 («Интер»)
- Серебряный призёр чемпионата Азербайджана: 2000/01 («Нефтчи»)
- Бронзовый призёр чемпионата Азербайджана: 1998/99 («Нефтчи»)
- Обладатель Кубка Азербайджана: 1998/99 и 2000/01 («Нефтчи»), 2005/06 («Карабах»)